# Louis de Ligne
Louis Eugène Marie Lamoral de Ligne (Brussel, 7 mei 1766 – aldaar, 10 mei 1813) was een Zuid-Nederlands edelman en militair. Hoewel zijn beroemde vader Charles Joseph de Ligne hem overleefde en hij dus niet diens prinselijke titel droeg, komt uit hem het moderne Huis Ligne voort.

## Leven
Louis de Ligne was de derde zoon van prins Charles Joseph de Ligne en Françoise van Lichtenstein. Zijn vader, ofschoon in Oostenrijkse dienst, had ook feodale banden met Frankrijk en zag er dan ook geen graten in een jongere zoon naar het Franse leger te sturen. Louis trad toe tot de cavalerie in het regiment La Reine dragonders (fr) en bereikte op 25-jarige leeftijd de graad van kolonel.
Tijdens de Brabantse Revolutie in 1789, toen zijn vader afwegingen zal hebben gemaakt tussen loyauteit aan de keizer en het wenkende leiderschap over de opstand, schaarde Louis zich achter het Comité van Breda. Hij leidde een colonne opstandelingen over de Schelde voor een aanval op Gent, maar had blijkbaar zo weinig vertrouwen in het welslagen van de onderneming, dat hij bij de eerste botsingen voor de Brugse Poort zijn paard keerde. Zo had hij geen deel aan het onverwachte succes. Via de Verenigde Provinciën en het prinsbisdom Luik droop hij af naar Valenciennes in Frankrijk, waar zijn moeder ervoor zorgde dat hij weer in zijn Franse regiment werd opgenomen. Zijn exploot droeg ertoe bij de nodige verdenkingen te werpen op zijn vader en zijn broer Charles.
Toen de Franse Revolutionairen in 1792 in oorlog kwamen met de Europese mogendheden, verliet Louis de Ligne dat leger, zodat hij niet tegenover zijn familie kwam te staan. Hij aanvaardde een positie als eenvoudige cadet in het keizerlijke leger, binnen de Infanterie-Ligne van zijn vader. In de zomer vergezelde hij als aide de camp zijn broer Charles, die tragisch sneuvelde. Zelf overleefde hij verschillende campagnes. In 1794 werd hij majoor met het bevel over de afdeling grenadiers van het vaderlijke regiment.
Ondertussen hadden de Fransen de Oostenrijkse Nederlanden veroverd door Dumouriez in Jemappes en terug verloren in Neerwinden, daarna teruggenomen door de overwinning van Jourdan te Fleurus. De aanhechting volgde in 1795 en de erkenning ervan in het Verdrag van Campo Formio.
Anders dan zijn vader wilde Louis de Ligne de keizerlijke zaak niet langer dienen na het mislukken van de Tweede Coalitie. Hij nam in 1802 ontslag met de rang van majoor en keerde terug naar Brussel, waar hij op 27 april 1803 trouwde met gravin Louise van der Noot de Duras. Op 24 januari 1804 werd hun enige zoon geboren, Eugène Lamoral, die de prinselijke titel zou erven en een grote carrière maken in het Koninkrijk België. Dat gebeurde dankzij het feit dat keizer Napoleon het sekwester op de Belgische landgoederen van de familie ophief, omdat Louis onder de grondwet van 1804 Officier d'Empire werd. Vader de Ligne liet Louis het kasteel van Beloeil en andere geliefde bezittingen, die hij zelf nooit zou terugzien.

## Voetnoten
1. ↑  Manuel Couvreur, "Un Autrichien à Paris. Quelques réflexions sur les singularités 'belges' du prince de Ligne", in: Textyles, 2005, p. 53-62. DOI:10.4000/textyles.451